# Slitherlink

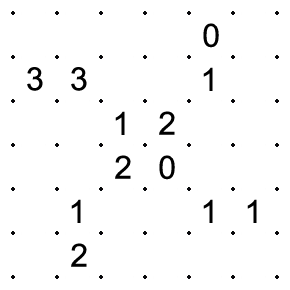
Esempio di Slitherlink (soluzione)

Lo Slitherlink (anche noto come Circuito chiuso o Fences) è un gioco di logica creato dalla casa editrice Nikoli nel 1989.
Obiettivo del gioco è quello di unire i punti adiacenti con segmenti orizzontali o verticali in modo da tracciare un "circuito chiuso" senza incroci o diramazioni. All'interno della griglia sono presenti dei numeri (da 0 a 3, estremi inclusi) che indicano il numero di segmenti che circondano la casella. Le caselle vuote possono essere delimitate da un numero imprecisato di linee.
Nel 2007 Hudson Soft ha pubblicato un videogioco per Nintendo DS incentrato sul gioco.